# Denny Gropper
Denny Gropper (en hebreo: דני גרופר‎; Haifa, 16 de marzo de 1999) es un futbolista israelí que juega en la demarcación de lateral izquierdo para el Maccabi Tel Aviv F. C. de la Liga Premier de Israel.

## Selección nacional
Tras jugar con la selección de fútbol sub-21 de Israel, finalmente debutó con la selección absoluta el 24 de septiembre de 2022. Lo hizo en un partido de la Liga de Naciones de la UEFA 2022-23 contra Albania que finalizó con un resultado de 2-1 a favor del combinado israelí tras los goles de Shon Weissman y Tai Baribo para Israel, y de Myrto Uzuni para Albania.

## Clubes
| Club                      | País     | Año       | Partidos | Goles |
| ------------------------- | -------- | --------- | -------- | ----- |
| Hapoel Afula FC           | Israel   | 2018-2019 | 34       | 5     |
| Hapoel Tel Aviv FC        | Israel   | 2019-2022 | 69       | 2     |
| PFC Ludogorets Razgrad II | Bulgaria | 2022-2024 | 6        | 0     |
| PFC Ludogorets Razgrad    | Bulgaria | 2022-2025 | 63       | 1     |
| Maccabi Tel Aviv F. C.    | Israel   | 2025-     |          |       |

## Palmarés

### Títulos nacionales
| Título                   | Club                        | País     | Año  |
| ------------------------ | --------------------------- | -------- | ---- |
| Primera Liga de Bulgaria | P. F. C. Ludogorets Razgrad | Bulgaria | 2022 |
| Supercopa de Bulgaria    | P. F. C. Ludogorets Razgrad | Bulgaria | 2022 |
| Copa de Bulgaria         | P. F. C. Ludogorets Razgrad | Bulgaria | 2023 |
| Primera Liga de Bulgaria | P. F. C. Ludogorets Razgrad | Bulgaria | 2023 |
| Supercopa de Bulgaria    | P. F. C. Ludogorets Razgrad | Bulgaria | 2023 |
| Primera Liga de Bulgaria | P. F. C. Ludogorets Razgrad | Bulgaria | 2024 |
| Supercopa de Bulgaria    | P. F. C. Ludogorets Razgrad | Bulgaria | 2024 |
| Primera Liga de Bulgaria | P. F. C. Ludogorets Razgrad | Bulgaria | 2025 |
| Copa de Bulgaria         | P. F. C. Ludogorets Razgrad | Bulgaria | 2025 |